# Крассула ножевидная
Крассула ножевидная (лат. Crassula cultrata) — вид растений рода Толстянка (Crassula) семейства Толстянковые (Crassulaceae), естественно произрастающий на территории Южно-Африканской Республики (Капская провинция и Квазулу-Натал).

## Название
Родовое латинское название Crassula происходит от латинского слова crassus, — «толстый», в основном из-за присутствия у растений этого рода сочных листьев.
Этот вид был впервые описан в Ботаническом журнале Кёртиса в 1817 году под названием «Crassula cultrata, Крассула с острыми листьями». В статье уточнялось, что данный вид выращивался в саду доктора Шерарда (Dr Sherard’s garden) в Элтеме (Eltham) еще в 1732 году и содержался в сухой отапливаемой теплице у печи.

## Ботаническое описание
Многолетний карликовый кустарник вырастает до высоты 0,8 м и характеризуется прямостоячим, несколько разветвленным древесным стеблем. Старые листья опадают. Листья располагаются супротивно, размерами 30–50 на 10-20 мм. Они отличаются тупыми или округлыми, едва выпуклыми с обеих сторон, с острыми роговыми краями. Листья голые, от зелёного до желтовато-зелёного цвета, часто с красноватыми краями.
Соцветие представлено удлиненным, концевым тирсом с несколькими шаровидными дихазиями. Цветки сидят на цветоносе длиной 0,15–0,30 м, который может быть опушённым или голым. Чашечка мясистая, зелёная, покрыта волосками и краевыми ресничками. Венчик цветка трубчатый и сросшийся у основания на 0,6–0,8 мм, имеет кремовый оттенок. Лопасти венчика имеют форму пандуриформную и длину 3,5–4,5 мм. Они обладают терминальным дорсальным придатком, а вершина с внутренней стороны не перепончатая. Тычинки с чёрными пыльниками. Период цветения: декабрь, январь (февраль).

## Распространение
Crassula cultrata обитает вблизи Свеллендама в Западном Кейпе, простираясь через Восточный Кейп и в южный Квазулу-Натал. Этот вид можно найти в речных долинах, часто появляется среди обнажений скал, а также в сухих кустарниках финбоса, зарослях Олбани, на лугах, прибрежном поясе Индийского океана, районе Наме, а также в биомах Кару, включая суккулентные биомы.
Внешне Crassula cultrata напоминает Crassula latibracteata, что часто приводит к их перепутыванию.

## Таксономия
Crassula cultrata L., первое упоминание в Sp. Pl.: 283 (1753).

### Синонимы
Гомотипные (основанные на одном и том же номенклатурном типе):
- Crassula cultrata var. typica Schönland (1929), not validly publ.
- Globulea cultrata (L.) Haw. (1812)

Гетеротипные (основанные на разных номенклатурных типах):
- Crassula cultrata var. ramosissima Schönland (1929)
- Crassula torquata Baker (1870)